# Деандре Бернетт
Деандре Бернетт (англ. DeAndre Burnett; нар. 21 січня 1994, Маямі-Ґарденс) — американський баскетболіст. Комбогард «Харківських Соколів».

## Клубна кар'єра
Професійну кар'єру розпочав у Великій Британій у складі Лестер Райдерс.
1 грудня 2019 року підписав контракт баскетбольним клубом «Харківські Соколи.